# 1970 Sumeria
1970 Sumeria è un asteroide della fascia principale del diametro medio di circa 21,88 km. Scoperto nel 1954, presenta un'orbita caratterizzata da un semiasse maggiore pari a 2,7815745 UA e da un'eccentricità di 0,1580944, inclinata di 7,06667° rispetto all'eclittica.
Dal 25 agosto 1991, quando 1834 Palach ricevette la denominazione ufficiale, al 10 novembre 1992 è stato l'asteroide non denominato con il più basso numero ordinale. Dopo la sua denominazione, il primato è passato a (2211) 1951 WO2.
L'asteroide è dedicato alla civiltà sumera.